# Гуарана
Гуарана (порт. guaraná, лат. Paullinia cupana) — в'юнка ліана роду пауллінія (Paullinia) родини сапіндових (Sapindaceae), у природі зростає в амазонській частині Бразилії та Парагваю, а також зустрічається в Перу, Венесуелі і Колумбії. У Бразилії гуарану вирощують у штатах Амазонас і Баїя. Гуарана вирізняється великими листками і квітками, зібраними в пучки. Рослина відома, перш за все, завдяки своїм плодам, які за розміром нагадують кавові зерна. Як харчова добавка, гуарана є ефективним стимулятором: і містить удвічі більше кофеїну, ніж кавові зерна (2-4,5 % кофеїну в насінні гуарани проти 1-2 % — у кавових зернах). Кофеїн виконує роль захисного токсину, який огороджує ягоди й насіння від хвороботворних мікроорганізмів. Плід гуарани завбільшки з горіх — фундук, покритий шкіркою від глибокого жовтого до сірого кольору; після дозрівання шкірка лопається і відкриває одне лілово-коричневе або чорне зернятко. Насіння гуарани містить смоли, дубильні речовини і до 6 % кофеїну. З нього отримують пасту, яку застосовують в окремих країнах в медичних цілях. З пасти добувають кофеїн, її додають у шоколад і застосовують щоб приготувати напій, аналогічний до кави.

## Історія
Рослину відкрив німецький ботанік Крістіан Франц Паулліні у XVIII столітті, на честь якого рослина отримала свою латинську назву. Португальське слово guaraná походить від назви warana («плід, як очі людей») мовою амазонської народності мауе. Рослину вперше описали в європейських колоніях і Європі у XVI столітті Ов'єдо, Ернандес, Кобо та інші іспанські літописці. До 1958 року торгівля гуараною вийшла на міжнародний рівень.
Гуарана відіграє важливу роль у культурах народів Тупі та Гуарані. Плід гуарани в перетині нагадує очне яблуко, що лягло в основу міфу, згідно з яким злий бог убив дитину улюбленця села народу мауе. Щоб утішити сільських жителів, більш великодушний бог взяв у дитини ліве око і посадив його в лісі, що дало велике розмаїття гуарани. Потім бог взяв у дитини праве око і посадив його в селі, тим самим поклавши початок одомашненню гуарани.
Вперше використовувати фрукти гуарани почав Луїс Перейра Баррету (Luiz Pereira Barreto). Він був лікарем родом з Ріо-де-Жанейро. У 1906 році цей чоловік випустив першу в світі содову на основі фруктів гуарани і побудував цілий завод для виробництва цього напою. 1921 року Луїс Перейра Баррету запустив завод із виробництва знаменитого шампанського — Шампанське Гуарана Антарктика (Guaraná Champagne Antarctica).

## Склад
Продукт = Насіння гуарани

 КДж = 0

 Білки = 9,86 %

 Жири = 0,30 %

 Крохмаль = 5-6 %

 Кофеїн = 20 мг

 Дод1 = Зола 1,42 % 

 Дод2 = Таннін 0,50-1,20 % 

 Дод3 = Теофілін0-0,25 % 

 Дод4 = Теобромін 0,02-0,04 % 

У таблиці праворуч вказані речовини, що знайдені в насінні гуарани; інші частини рослини можуть містити ці речовини в інших кількостях.
Гуаранін за хімічним складом ідентичний до кофеїну, що отриманий з інших джерел, наприклад, кави, чаю або мате. Гуаранін, теїн і матеїн — це все синоніми кофеїну, тому що ці речовини не містять нічого, окрім кофеїну. Окрім самого кофеїну, природні джерела цієї речовини містять багато варіантів сумішей ксантинових алкалоїдів, включаючи кардіостимулятори теофілін і теобромін та інші речовини, такі як поліфеноли, які можуть утворювати нерозчинні суміші з кофеїном. Основні поліфеноли, знайдені в гуарані — катехіни і епікатехіни. Також до складу гуарани входять вітаміни B, A і   E.

## Використання

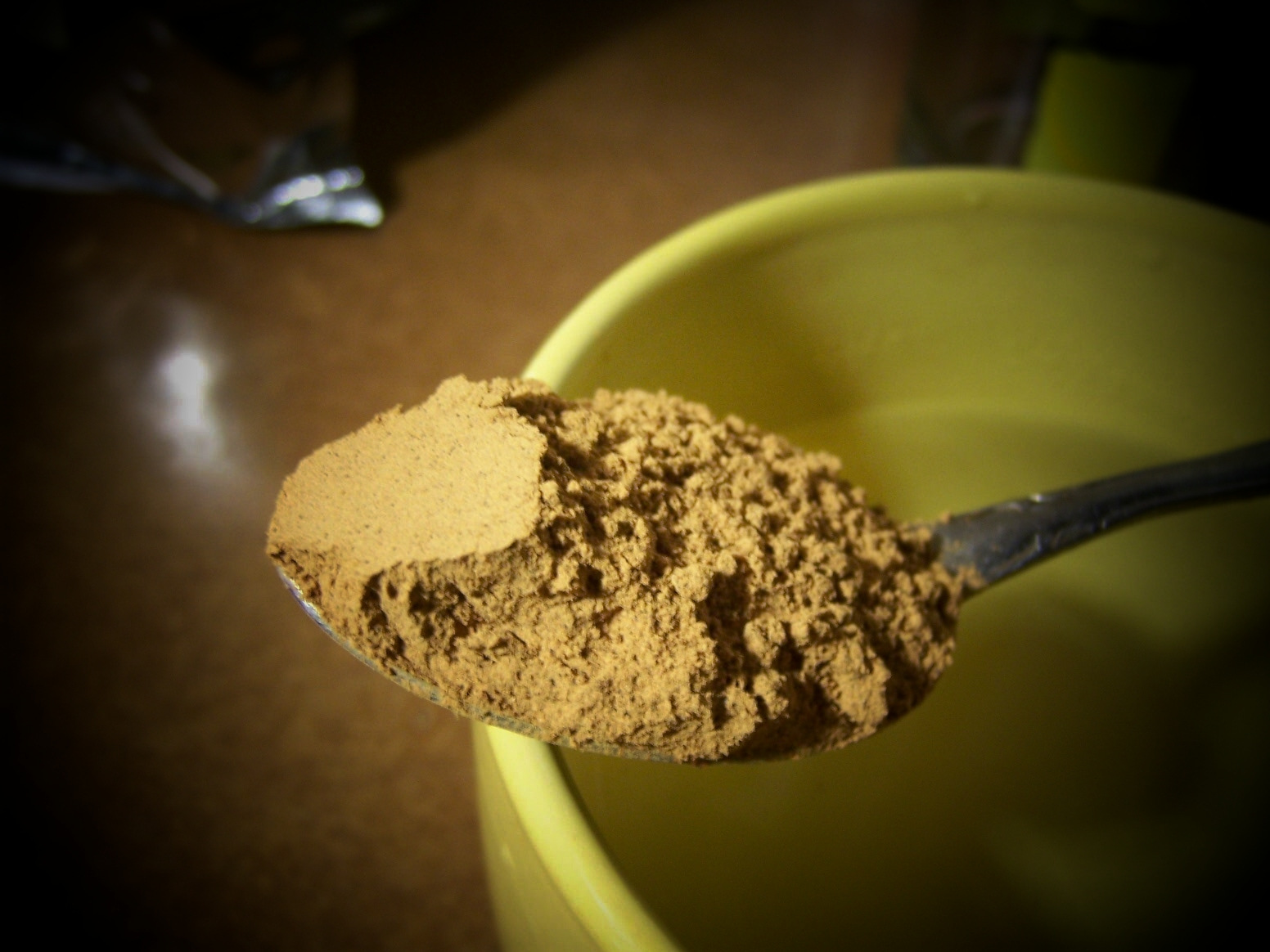
Порошок із насіння гуарани

Рослину віддавна використовували корінні жителі Південної Америки — індіанці тупі та гуарані, зокрема, під час далеких переходів. Деякі племена використовували цю рослину як платіжний засіб.
Крім того, це насіння традиційно вживали для лікування головного болю, спеки, лихоманки, спазмів, як антидепресант, для профілактики від бактеріальних інфекцій, як тонізувальний і зміцнювальний засіб. Індіанці Латинської Америки вірять, що гуарана допомагає не лише від голоду, а й від втоми, артриту і діареї. Також гуарану досить довгий час використовували для лікування від похмілля.
Після того, як плоди зібрані, насіння відокремлюють від м'якоті, запобігаючи бродінню. Після цього насіння смажать, позбавляючи його від шкірок. А вже потім перетирають у дрібний порошок. Індіанці вірять, що саме цей порошок здатний вилікувати дуже багато захворювань.
На початку XXI ст. гуарана входить до складу більшості енергетичних напоїв, іноді — до складу льодяників і цукерок, її також додають у чаї. У Бразилії широкого вжитку набули продукти зі смаком гуарани — від газованих напоїв до зубної пасти. В Південній Америці більшу частину кофеїну отримують саме з гуарани. Екстракт гуарани використовують у спортивному харчуванні, а також як харчову добавку і добавку для зниження ваги.

### Напої
Бразилія, яка є третім за обсягом споживачем безалкогольних напоїв у світі, виробляє кілька брендів напоїв, що містять екстракт гуарани. Португальське слово «Guaraná» широко вживають у Бразилії як загальну назву для всіх безалкогольних напоїв. Бразильський продаж напоїв «гуарана» перевищує продаж коли. Також Бразилія виробляє різні види алкогольних напоїв з екстрактами гуарани, без додавання кофеїну.
Попри те, що всі ці напої виготовлені на основі гуарани, вони відрізняються один від одного за смаковими якостями, і зовсім не зберігають природний смак гуарани. Як правило, смак цих напоїв фруктовий і досить м'який, із солодкуватим присмаком. Також напої, виготовлені в Бразилії, експортують до сусідніх країн. Найвідоміший напій-бренд Бразилії, на основі гуарани, це «Гуарана Антарктика» («Guaraná Antarctica»). Парагвай має цілу низку своїх напоїв-брендів на основі гуарани. Відомі такі бренди Парагваю як «Maxi», «Де Ла Коста» («De La Costa») і Ніко («Niko»). Місцеві жителі і дрібні виробники також виготовляють напої з гуарани, але лише для своїх потреб. Або ж для малого, внутрішнього бізнесу.
В Перу також випускають безалкогольні напої під брендом «гуарана», який належить компанії «Backus and Johnston». У 2007 році напій займав 5 % перуанського ринку безалкогольних напоїв, і повторно вийшов з новою пляшкою і емблемою, а також у новій легкій версії, і вже рік по тому продаж напою зріс на 49 %.
З гуарани роблять чай шляхом лущення, вимочування та сушіння насіння і подальшого розтирання його в дрібний порошок. Порошок додають у тісто, з якого ліплять циліндри. Цей продукт відомий як хліб гуарана, який розтирають і занурюють у гарячу воду з цукром.

### Когнітивний ефект
Гуарана містить багату кофеїну, тому вчених цікавить питання як вона впливає на когнітивні здібності. 1997 року було проведене клінічне дослідження гуарани на щурах. Результати показали, що група щурів, яка споживала гуарану, фізично розвинулася краще, ніж контрольна група. Також, група щурів, що приймала гуарану, мала кращу пам'ять.
2007 року проведено перші експерименти на людині, під час яких вивчали вплив чотирьох різних доз (37,5 мг, 75 мг, 150 мг і 300 мг) екстракту гуарани. Після перших двох доз уже був помітний позитивний вплив на пам'ять, бадьорість і настрій. Після прийому дози понад 75 мг відбувалося істотне поліпшення пізнавальних здібностей.

### Інше застосування і побічні ефекти
В США гуарана має статус «generally recognized as safe», що говорить про безпеку продукту для здоров'я людини. Американське УПМ (англ. FDA — Food and Drug Administration) не підтверджує жодних лікувальних властивостей гуарани. На думку фахівців, гуарану не можна використовувати для діагностики, лікування, або запобігання будь-яких захворювань.
В одному з досліджень, яке провели в червні 2001 року, вивчали вплив рослини на зниження маси тіла людини. За підсумками експерименту відзначені такі результати: у групі, яка приймала суміш з мате, гуарани і даміани, середня втрата ваги становила 5,1 кілограм після 45 днів, а в групі плацебо за той самий час середня втрата ваги становила менш ніж півкілограма. Однак це дослідження не доводить, що саме гуарана вплинула на зниження ваги, оскільки учасники вживали суміш з різних рослин. Більш того, цей експеримент суперечить результатам іншого дослідження, яке показало, що формула, яка містить гуарану, жодним чином не впливає на вагу людини.
Екстракт гуарани досліджували і в Бразильському університеті. Тут вивчали гуарану як медичний препарат. В результаті виявилося, що гуарана на тридцять сім відсотків перешкоджає зниженню тромбоксану. При цьому не відомо, чи впливає така дія на ризик розвитку інфаркту міокарда або інсульту.
Інші лабораторні дослідження продемонстрували антиокислювальну і антибактеріальну дію гуарани. В результаті постійного вживання в їжу гуарани (у комбінації з лінолевої кислотою) у мишей відзначалося зменшення жирового прошарку.
Гуарана в поєднанні з кофеїном є також активним компонентом деяких «енергетичних жувальних гумок», що виготовлені в Європі, США та Австралії.
За непідтвердженою інформацією, надмірне вживання енергетичних напоїв із вмістом гуарани (особливо в поєднанні з кофеїном і таурином) може сприяти початку епілепсії у деяких людей. Побічні ефекти від рослини гуарани бували досить рідко, але попри це, лікарі не рекомендують зловживати цим продуктом.